# Lola Versus
Lola Versus (no Brasil, Lola Contra o Mundo) é um filme de Comédia Romântica americano de 2012, dirigido por Daryl Wein

## Sinopse
Comédia sobre relacionamentos modernos contada a partir da perspectiva feminina: Greta Gerwig é Lola, uma mulher de 29 anos, abandonada por seu antigo namorado Luke (Joel Kinnaman) apenas três semanas antes de seu casamento. Com a ajuda de seu amigos próximos Henry (Hamish Linklater) e Alice (Zoe Lister-Jones), Lola embarca em uma série de encontros desesperados na tentativa de encontrar seu lugar no mundo como uma mulher solteira se aproximando dos 30.

## Elenco
| Ator               | Personagem |
| ------------------ | ---------- |
| Greta Gerwig       | Lola       |
| Joel Kinnaman      | Luke       |
| Zoe Lister-Jones   | Alice      |
| Bill Pullman       | Lenny      |
| Debra Winger       | Robin      |
| Hamish Linklater   | Henry      |
| Ebon Moss-Bachrach | Nick       |
| Cheyenne Jackson   | Roger      |
| Jay Pharoah        | Randy      |

## Recepção
O filme recebeu críticas mistas durante suas semanas inicias, algumas positivas e outras negativas 

## Ligações Externas
Site Oficial
 IMDb